# Amt Eutin
Das Amt Eutin war ein Verwaltungsbezirk des Hochstifts Lübeck und des Fürstentums Lübeck. Es ist heute Teil von Schleswig-Holstein. Sitz des Amtes Eutin war Eutin.
1879 wurden die Ämter im Fürstentum Lübeck zugunsten der Regierung in Eutin aufgelöst – wobei die gerichtliche Zuständigkeit aufgrund der Reichsjustizgesetze an die Amtsgerichte überging.
Das Amt Eutin umfasste (nach dem Inkrafttreten der neuen Oldenburger Gemeindeordnung am 1. November 1859) die Gemeinden:
- Stadt Eutin
- Gemeinde Eutin-Land
- Gemeinde Bosau
- Gemeinde Malente
- Gemeinde Neukirchen
- Gemeinde Redingsdorf (heute Teil der Gemeinde Süsel)